# Schitu Stavnic, Iași
Schitu Stavnic este un sat în comuna Voinești din județul Iași, Moldova, România.

## Obiective
- Schitul Stavnic - schit de călugări datând de la începutul secolului al XVIII-lea.

## Legături externe
Materiale media legate de Schitu Stavnic la Wikimedia Commons